# Forêt de Trélon
 (juillet 2010).
Si vous disposez d'ouvrages ou d'articles de référence ou si vous connaissez des sites web de qualité traitant du thème abordé ici, merci de compléter l'article en donnant les références utiles à sa vérifiabilité et en les liant à la section « Notes et références ».
La forêt de Trélon est une forêt française située sur la commune de Trélon, dans le département du Nord.
Avec ses 3 000 hectares, la forêt de Trélon est en partie privée et en partie publique (« domaniale », gérée par l’ONF sous le contrôle du ministère de l'Agriculture). C'est le massif le plus important de l'Est de la région Nord/Pas de Calais après la forêt de Mormal (plus de 9 000 ha)
Les nombreuses parcelles qui composent ce massif sont principalement constituées de futaies de chênes pédonculés (80-90 ans), de hêtres, de charmes et de frênes.

## Localisation
Le massif est globalement situé sur les limites du massif ardennais, près d'Anor, au nord de la commune de Trélon, près de la frontière belge et à l'Est d'Avesnes-sur-Helpe. La ZNIEFF correspondant au massif s'étend au nord jusqu'au lac du Val Joly.

## Climat
- Climat océanique, mais durci (plus sec, plus chaud en été et plus froid en hiver) par une influence pré-continentale.
- température moyenne annuelle :  9,0 °C (5,0 °C au minimum à 13,1 °C comme température moyenne maximale)
- pluviométrie :  860 mm d'eau par an, avec variations interannuelles significatives.

## Histoire
La forêt pourrait être l'un des restes de l'ancienne « Haye d'Avesnes ».
Elle semble avoir évolué depuis le haut Moyen Âge sous l'action des sylviculteurs qui y ont probablement favorisé le chêne.

Le naturaliste J. Macquart disait d'elle en 1851 qu'elle est à cette époque couverte de chênes alors ajoute-t-il que « d'après la tradition locale, l'était autrefois de hêtres, ce qui paraît être confirmé par le nom de "faijne", donné à toutes les forêts dans cette partie de la France, et qui dérive évidemment du nom de fau, fuyard, fagus, de cet arbre ».
Le parc naturel régional de l'Avesnois créé en 1998 peut contribuer à la protection ou gestion plus durable de la forêt. Il accompagne un « contrat de forêt » soutenu par le conseil général du Nord et l'ONF, avec le conseil régional du Nord-Pas-de-Calais et de nombreuses collectivités locales, avec pour objectif une gestion répondant aux besoins de production de bois, de la chasse et aux demandes des citoyens.

## Caractéristiques biogéographiques
Alors que l'influence océanique domine le reste de la région, ce massif marque le début d'un climat et d'un relief plus continental et ardennais. L'hiver y est plus froid et les étés plus secs.

## Hydrologie
La forêt est située au sud de la Grande-Helpe (longue de 54 kilomètres, qui prend sa source en Belgique vers Avesnes pour débouche dans la Sambre, sur la rive droite, à 3 ou 4 kilomètres au-dessus de Berlaimont.

## Relief, géologie
Poussant souvent à plus de 200 m d'altitude, sur pente ou plateaux, les arbres couvrent un relief complexe, présentant des assises géologiques variées (schistes à nodules calcaires, grès, limons, alluvion ou colluvions de fond de vallons...) dans des microclimats parfois marqués et originaux pour la région, expliquant une grande variété d'habitats et facies écopaysagers, support d'un flore souvent originale et diversifiée.

## Écologie
Le massif abrite un patrimoine végétal exceptionnel pour la région (flore variée, de types mésoxérophiles à hygrophiles), animales et de fonge. 
Naturalité : le massif est plutôt moins fragmenté par les routes que les autres grands massifs de la région (D119 et D963), mais certaines parcelles ont été artificialisées (enrésinement et sylviculture intensive).
La ZNIEFF de la Forêt de Trélon et ses lisières fait partie d'un complexe boisé plus vaste comprenant 5 autres ZNIEFF contiguës

Les populations localement très denses de sangliers ont dégradé le sous-bois (le long du Voyon notamment).
La forêt présente un fort intérêt ornithologique puisqu'elle accueille notamment la Cigogne noire, le Pouillot siffleur, la Bondrée apivore ou encore les pics mar et noir.
La richesse de ce massif en Rhopalocères est impressionnante: Damier de la Succise, Céphale, Grand collier argenté ou encore Petit collier argenté y sont présents.
D'autres espèces d'intérêt patrimonial peuplent cette forêt: Chat forestier, Muscardin, Murin de Bechstein et Epithèque à deux tâches notamment.

## Gestion

### Gestion cynégétique
Le Sanglier et le Chevreuil sont les deux espèces de grands mammifères à y être chassées. Le Cerf élaphe n'est présent que de manière sporadique sur le massif, et la volonté des propriétaires privés et de l'ONF est de ne pas laisser une population s'y développer. La chasse au petit gibier concerne essentiellement la Bécasse des bois, le Faisan de Colchide (issu de lâchers) ou encore plus anecdotiquement le Lièvre d'Europe.